# کار (فیلم ۱۹۷۸)
کار (به هندی: Naukri) یا شغل فیلمی محصول سال ۱۹۷۸ و به کارگردانی هریشیکش موکرجی است. در این فیلم بازیگرانی همچون راجش خانا، راج کاپور، نادیرا، ای. کی. هانگال، دون ورما ایفای نقش کرده‌اند.